# New Orleans Pelicans
Los New Orleans Pelicans (en español: Pelícanos de Nueva Orleans) son una franquicia profesional de baloncesto estadounidense con sede en Nueva Orleans, Luisiana. El equipo compite en la División Suroeste de la Conferencia Oeste de la National Basketball Association (NBA). Disputan sus encuentros como locales en el Smoothie King Center. 
Los Pelicans fueron fundados como New Orleans Hornets en el año 2002 cuando el propietario de los Charlotte Hornets, George Shinn, recolocó la franquicia en Nueva Orleans. Debido a los daños causado por el Huracán Katrina en 2005, el equipo fue trasladado provisionalmente a Oklahoma City, donde jugó dos temporadas bajo la denominación New Orleans/Oklahoma City Hornets. Regresaron definitivamente a Nueva Orleans para la temporada 2007-08. El 24 de enero de 2013, la franquicia anunció que cambiaría su nombre por el de Pelicans al término de esa temporada. El nombre, historia y récords del equipo entre 1988 y 2002 regresaron a su ciudad original cuando los Charlotte Bobcats se convirtieron en Charlotte Hornets en mayo de 2014. 
Desde el traslado desde Carolina del Norte a Luisiana, los Pelicans acumulan un registro de 528 victorias y 604 derrotas, y se han clasificado seis veces para los Playoffs. Su mayor logro hasta el momento es un título de división conseguido en 2008 y la clasificación hasta las semifinales de Conferencia esa misma temporada.

## Pabellones
- Smoothie King Center (2002–presente)
- Pabellones temporales debido a los efectos del Huracán Katrina:
  - Chesapeke Energy Arena (2005–2007)
  - Pete Maravich Assembly Center (2005-2006)
  - Lloyd Noble Center (2005-2006)

## Historia

### Abandonando Charlotte
Mientras que los Hornets continuaban con un equipo competitivo, la asistencia del público al pabellón descendió dramáticamente, en gran parte por Shinn. En la mayor parte de principios del siglo XXI, los Hornets estuvieron clasificados entre las últimas posiciones en asistencia, un gran contraste en relación con sus primeros años en la liga.
Shinn cada vez estaba más descontento con el Charlotte Coliseum, y dio un ultimátum a la ciudad para que construyeran un nuevo pabellón, con la amenaza de que los Hornets se mudarían a otra ciudad en caso contrario. Charlotte en principio se negó, obligando a Shinn en pensar en el traslado a Norfolk, Louisville, St. Louis o Memphis. Debía trasladarse a alguna de las cuatro ciudades, y solo St. Louis contaba con un mercado de medios de comunicación más grande que Charlotte por entonces.
Finalmente, un nuevo pabellón en el centro de la ciudad (el que finalmente se convertiría en el Charlotte Bobcats Arena, actualmente conocido como el Time Warner Cable Arena) fue previsto para su construcción y Shinn retiró su solicitud de trasladar la franquicia.

### Nueva Orleans

#### 2002-04: La NBA regresa a Nueva Orleans

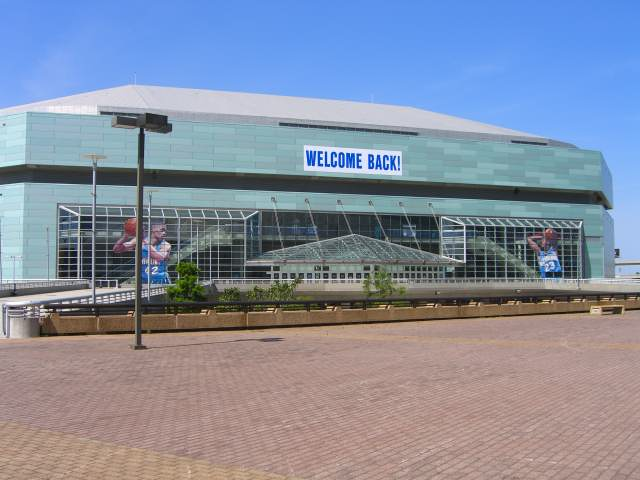
New Orleans Arena, primer pabellón del equipo en Nueva Orleans.

El 30 de octubre de 2002, los nuevos New Orleans Hornets debutaban contra Utah Jazz, curiosamente equipo que antiguamente se hacía llamar New Orleans Jazz, venciendo por 100-75. Durante el descanso de dicho encuentro, se le retiró el dorsal al fallecido Pete Maravich. Esa victoria dio comienzo a una racha de 11 victorias consecutivas en casa, la mejor en la historia de la franquicia. Tras el buen arranque, Campbell se lesionó y Magloire tuvo que hacer de pívot titular, cumpliendo de tal manera que los Hornets optaron por traspasar a Campbell a Seattle SuperSonics y dar a Magloire la titularidad definitiva. Campbell no fue el único jugador castigado por las lesiones durante esta temporada, ya que Davis comenzó a tener problemas de espalda y lesiones de rodilla y tuvo que ausentarse en 32 encuentros. Mashburn regresó tras una temporada anterior plagada de lesiones y enfermedades, jugando los 82 partidos de temporada regular y disputó además el All-Star Game de 2003. Lideró al equipo en anotación con 21,6 puntos y fue segundo en asistencias con 5,6 por noche.
Era la primera temporada regular de NBA en Nueva Orleans en 17 años, aunque anteriormente se jugaron algunos partidos de exhibición en la ciudad en este tiempo, e incluso Charlotte Hornets jugó en el New Orleans Arena en 2000. Por cuarto año consecutivo se clasificaron para los playoffs, siendo eliminados de nuevo por Philadelphia 76ers en seis partidos. Mashburn se volvió a perder los playoffs por lesión.
En principio existían ciertas preocupaciones por la asistencia del público al pabellón, siendo capaces de vender solamente 11.000 entradas de temporada. Tras la campaña, el entrenador Paul Silas terminó contrato y no fue renovado. Tim Floyd se encargó de sustituirle, y con él las cosas marcharon bien en un principio, comenzando la temporada con un magnífico 17-7, pero finalizando 41-41. Mashburn volvió a ser castigado por las lesiones por lo que solamente participó en 19 partidos durante la campaña. Davis rindió como mejor sabía, ganando los premios al mejor jugador del mes en octubre y noviembre y finalizando sexto en anotación en la NBA, primero en robos de balón, cuarto en asistencias y octavo en minutos jugados. La gran sorpresa fue Magloire, quien debutó en el All-Star Game y fue el más destacado del Este, finalizando el duelo como máximo anotador del equipo con 19 puntos y segundo en rebotes con 8 en 21 minutos de juego. A lo largo de la temporada regular, "Big Cat" Magloire promedió los mejores números de su carrera; 13,6 puntos y 10,6 rebotes por partido con 45 dobles-dobles. Junto al canadiense, Davis también jugó el All-Star, siendo el primer dúo de los Hornets en conseguirlo desde Johnson-Mourning en 1995. En la primera ronda de playoffs, los Hornets fueron eliminados por unos Miami Heat liderados por el rookie Dwyane Wade, en siete duros partidos donde cada conjunto ganó sus respectivos encuentros en casa. Con esta serie finalizó la andadura de la franquicia en el Este.

#### 2004-05: Problemas en el Oeste
Al finalizar la temporada, Floyd fue despedido y se fichó a Byron Scott como sustituto. Debido a la entrada de Charlotte Bobcats a la NBA, los Hornets tuvieron que ser trasladados a la División Suroeste de la Conferencia Oeste, emparejados con San Antonio Spurs, Dallas Mavericks, Houston Rockets y Memphis Grizzlies. En una temporada marcada por las lesiones de las estrellas Davis, Magloire y Mashburn, un comienzo de 0-8 se convirtió rápidamente en un 2-29, peligrando incluso el récord de menos victorias en una temporada que ostentan los 76ers con 9. El equipo empezó a mejorar en enero y en febrero gracias al juego del base Dan Dickau, terminando el curso con 18 victorias y 64 derrotas, segundo peor récord de la liga empatado con los Bobcats y por detrás de Atlanta Hawks. Como consecuencia del fracaso de campaña, se buscó salida a los jugadores más veteranos del equipo, como eran Davis y Mashburn. Se contrató a Jimmy Jackson de Houston Rockets, aunque nunca llegó a jugar en los Hornets, siendo traspasado a Phoenix Suns por Maciej Lampe, Casey Jacobsen y Jackson Vroman. En un año de reconstrucción, una de las pocas buenas noticias del equipo fueron los jóvenes talentos como J.R. Smith y Boštjan Nachbar. A pesar de la mala temporada, la suerte les sonrió en el Draft de 2005, seleccionando al base Chris Paul en la cuarta posición.

#### 2005-07: Huracán Katrina y Oklahoma City

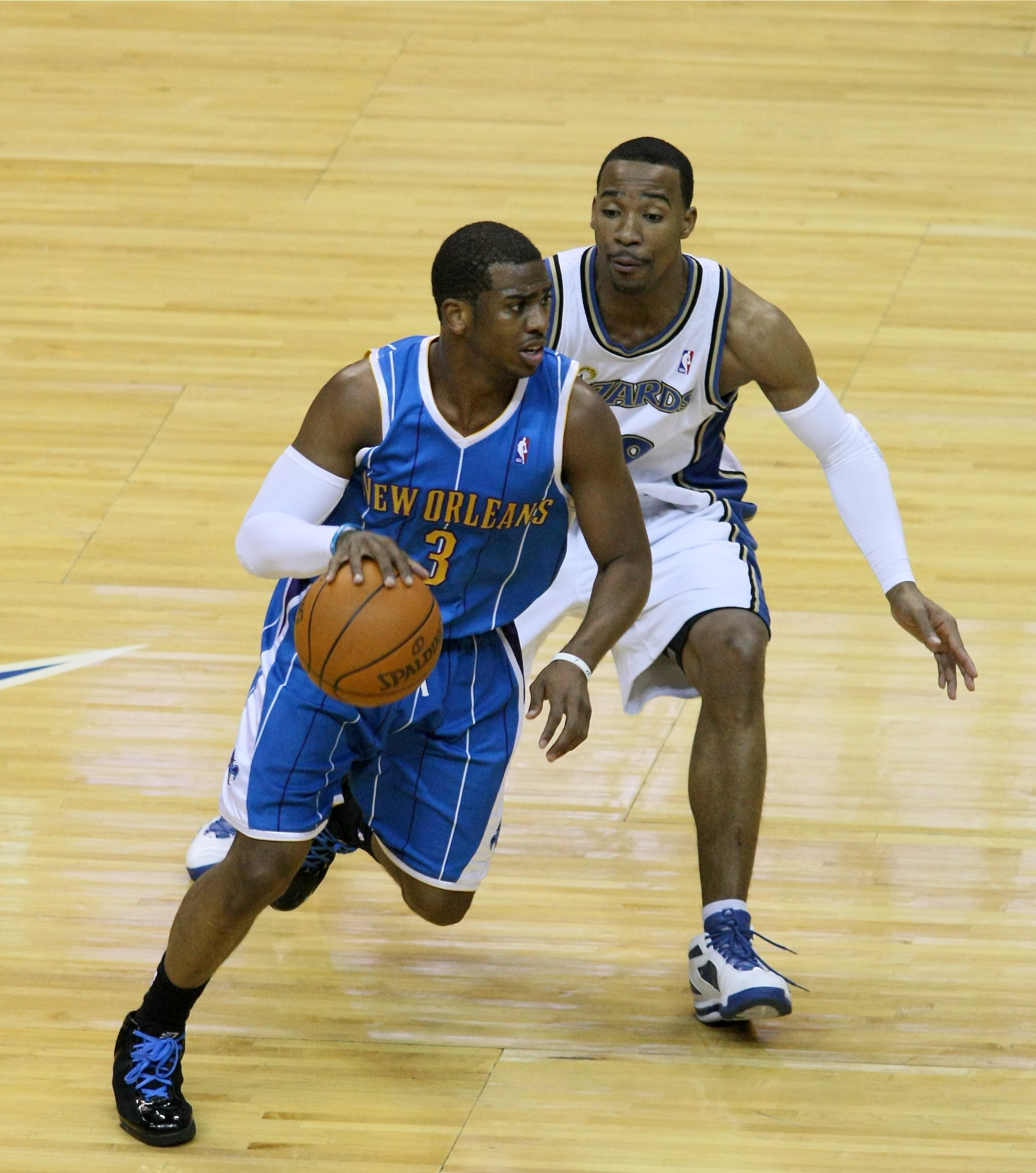
Chris Paul fue nombrado Rookie del Año de 2006.

Debido a la catástrofe del Huracán Katrina sobre las ciudades del sureste de Luisiana, New Orleans Hornets tuvo que trasladar su base de operaciones a Oklahoma City para las temporadas 2005-06 y 2006-07. Durante la primera temporada, los partidos en casa los tuvieron que disputar en dos localidades, en Oklahoma City (durante 36 partidos) y en Nueva Orleans (aunque también jugaron en Norman, OK y en Baton Rouge, LA, en el Lloyd Noble Center de la Universidad de Oklahoma y en el Pete Maravich Assembly Center de Louisiana State respectivamente). Los entrenamientos en Oklahoma City fueron en el Sawyer Center de la Universidad Southern Nazarene, mientras que los partidos los disputaban en el Ford Center.
Los Hornets comenzaron la temporada 2005-06 mejor de lo esperado, excepto en el caso de Chris Andersen, que fue sancionado por la liga durante dos años debido a una violación a las normas contra la droga. En ese periodo, los Hornets se llegaron a colocar sextos en el Oeste, pero una mala racha, en la que perdieron 12 partidos de 13, les llevó a situarse finalmente en los puestos que no daban acceso a playoffs. En un encuentro ante Los Angeles Clippers, batieron el récord de menos puntos en una parte, anotando tan solo 16 en el segundo tiempo. Al final de curso, terminaron en el décimo lugar del Oeste con un balance de 38-44 y a 6 partidos de alcanzar la postemporada. A pesar del récord negativo, la temporada fue un éxito, ya que Chris Paul se alzó con el Rookie del Año y Scott terminó quinto en la votación del Mejor Entrenador del Año. Paul además igualó un récord al conseguir seis veces el premio al mejor rookie del mes en su conferencia, logro que solo han cosechado Carmelo Anthony, LeBron James, Tim Duncan y David Robinson. El base lideró a los rookies en puntos, asistencias, robos de balón, minutos, dobles-dobles y triples-dobles, participando en el Rookie Challenge y figurando en tercera posición en el Skills Challenge del All-Star Weekend de 2006. David West, uno de los hombres más destacados de los Hornets durante la campaña, lideró a los Hornets en puntos con 17,1 por partido y aportó 7,4 rebotes, finalizando además segundo en la carrera por el Jugador Más Mejorado, y el base Claxton optó hasta al final por el premio al Mejor Sexto Hombre.
En primera ronda del Draft de 2006, los Hornets seleccionaron a Hilton Armstrong y Cedric Simmons, y en segunda ronda al brasileño Marcus Vinicius. En verano, traspasaron a J.R. Smith y P.J. Brown a Chicago Bulls por Tyson Chandler, y permitieron al base Speedy Claxton firmar como agente libre con Atlanta Hawks. Como recambio, ficharon a los bases Bobby Jackson y Jannero Pargo, además del alero serbio Peja Stojakovic, procedente de Indiana Pacers.
Shinn y la NBA decidieron permanecer un año más en Oklahoma City ya que la zona dañada por el Katrina no se había recuperado totalmente. Los Hornets optaron por mantener su base de operaciones en Oklahoma City, pero prometieron regresar a New Orleans en un futuro no muy lejano, probablemente en 2007. 
En la temporada 2006-07, los Hornets jugaron 35 partidos en Oklahoma City y 6 en New Orleans. Debido a varias lesiones, el equipo finalizó con un balance de 39-43, una victoria más que el año anterior. West volvió a liderar al equipo en anotación con 18,3 puntos por noche y Chandler con 12,4 lo hizo en el apartado reboteador.

#### 2007-2011: La era de Chris Paul
En la temporada 2007-08, las cosas cambiaron rotundamente en los Hornets. Firmaron a los agentes libres Morris Peterson y Melvin Ely, y dejaron marchar a Cedric Simmons. Además, extendieron el contrato del base Jannero Pargo y seleccionaron en primera ronda de draft a Julian Wright de la Universidad de Kansas. 
Unos Hornets más sanos que temporadas anteriores lograron un balance de 29-12 a mitad de temporada. A 3 de febrero de 2008 contaban con el mejor récord de la Conferencia Oeste, por lo que Byron Scott inmediatamente se convertía en el entrenador del Oeste en el All-Star Game de 2008 disputado precisamente en Nueva Orleans. Junto a Scott, David West y Chris Paul fueron seleccionados, éstos como jugadores reservas, y Stojakovic participó en el Concurso de Triples. El 21 de febrero, los Hornets traspasaron al veterano base Bobby Jackson a Houston Rockets a cambio de Bonzi Wells y Mike James.
Los Hornets finalizaron la temporada regular como segundos de conferencia con un récord de 56-26, completando así la campaña más exitosa en su historia y dejando atrás las 54 victorias obtenidas en la 1996-97 bajo el nombre de Charlotte Hornets. Además ganaron su primer título de división, superando a San Antonio Spurs en la División Suroeste. El título fue obtenido tras ganar a Los Angeles Clippers el 15 de abril, en el penúltimo partido de la temporada regular. En playoffs se enfrentaron a Dallas Mavericks en primera ronda, batiéndolos en cinco partidos. En su debut en playoffs, Paul se convirtió en el primer jugador en la historia de la NBA en lograr al menos 30 puntos y 10 asistencias en sus primeros dos partidos de postemporada. En Semifinales de Conferencia (las primeras de su historia) los rivales fueron los Spurs, adelantándose en la serie 2-0 pero posteriormente perdiendo cuatro de los siguientes cinco encuentros. Chris Paul finalizó segundo en la votación del MVP de la temporada, solo superado por Kobe Bryant, y Scott fue nombrado Mejor Entrenador del Año.
Para la temporada 2008-09, los Hornets cambiaron el logo y el uniforme, cumpliéndose 6 años del traslado de la franquicia a Nueva Orleans. La temporada discurrió de manera más o menos parecida a la anterior. Acabaron con un global de 49-33, pero esta vez su carrera en playoffs acabó de manera rápida, ya que los Denver Nuggets los eliminaron en primera ronda en 5 partidos.
Para la siguiente temporada 2009-10, los dirigentes de Hornets despidieron al entrenador Byron Scott cuando llevaba un global de 3-6. Jeff Brown se convirtió en el nuevo entrenador interino, pero los Hornets terminaron con un global de 37-45, fuera de playoffs y con rumores constantes sobre una posible marcha de Chris Paul. Debido a los malos resultados, Jeff Brown fue despedido y reemplazado por Monty Williams. La siguiente temporada fue mejor, terminando con un 46-36 y clasificados para playoffs, de donde fueron eliminados en primera ronda por Los Angeles Lakers.

### 2012-2019: La era de Anthony Davis
Tras el lockout de 2011 y con el frustrado fichaje de Chris Paul a Los Angeles Lakers, en diciembre de ese mismo año, Chris Paul era traspasado a Los Angeles Clippers a cambio de Eric Gordon, Chris Kaman y Al-Farouq Aminu, además de una primera ronda de draft. Con la marcha de Paul, los Hornets iniciaban una nueva era que se antojaba de reconstrucción a medio-largo plazo. 
La temporada 2011-12 fue bastante mediocre para los Hornets, aunque ya se intuía que sería así. Finalizaron con un global de 21-45, últimos de la Conferencia Oeste.
En abril de 2012, se confirmó que Tom Benson, propietario de los New Orleans Saints (equipo de fútbol americano), adquirió la franquicia por 338 millones de dólares.
Gracias a su mediocre temporada, los Hornets adquirieron al prometedor Anthony Davis en la primera ronda de draft. También ficharon a Ryan Anderson de los Orlando Magic a cambio de Gustavo Ayón. Asimismo, esperaban un buen futuro con prometedores jugadores como el propio Davis, Eric Gordon o el venezolano Greivis Vasquez.
En enero de 2013 se hizo oficial el nuevo escudo y equipación con el nombre remodelado de New Orleans Pelicans para la temporada 2013-14, ya que el pelícano es el animal más representativo del estado de Luisiana. Se esperaba una buena temporada con los fichajes de Jrue Holiday, proveniente de Philadelphia 76ers, y Tyreke Evans, proveniente de Sacramento Kings, conformando un prometedor quinteto (Holiday, Gordon, Evans, Anderson, Davis), pero las lesiones de Holiday, Anderson, Gordon y otros jugadores importantes, no le permitieron a los Pelicans llegar a la postemporada. Sí que alcanzaron los playoffs la temporada siguiente, aunque fueron aplastados (0-4) por los Golden State Warriors (que finalmente serían campeones). Luego llegaron otras dos temporadas de ausencia, en las que solamente lograron 30 y 34 victorias aunque se hicieron con el All-Star DeMarcus Cousins para formar una temible pareja con Davis. Volvieron a los playoffs en 2018 gracias a sus 48 victorias aunque perdieron a Cousins por una grave lesión. En primera ronda no eran favoritos contra Portland Trail Blazers, que acabaron terceros en la Conferencia Oeste, pero sorprendentemente lograron un triunfo incontestable (4-0) que les permitió jugar las semifinales. Su rival sería otra vez Golden State, que de nuevo aplastó a los Pelicans (1-4) y también acabó como campeón de la NBA. 
De cara a la siguiente temporada, las expectativas eran volver a los playoffs. Sin embargo, la gran competencia dentro del Oeste y problemas de lesiones hicieron que los de Nueva Orleans firmasen solo 33 victorias. Además, en febrero su estrella Anthony Davis pidió ser traspasado. Esto no sentó nada bien a la franquicia, que le impuso una restricción de minutos e incluso le dejó varios partidos sin jugar. Aunque el futuro no era muy halagüeño, a los Pelicans les tocó el número 1 en la lotería del Draft.

### 2019-presente: La era de Zion Williamson
Finalmente traspasaron a Davis a Los Angeles Lakers a cambio de Lonzo Ball, Brandon Ingram, Josh Hart y cuatro primeras rondas del Draft, incluyendo el número 4 de ese mismo año. Con su número 1 eligieron a la gran estrella universitaria Zion Williamson, y traspasaron el número 4 a Atlanta Hawks a cambio de los números 8 (Jaxson Hayes) y 17 (Nickeil Alexander-Walker).
Durante la temporada 2020-21, el equipo no consiguió ninguna incorporación importante, por lo que terminó con un balance de 31-41, en decimoprimera posición de su conferencia, perdiéndose los playoffs por tercer año consecutivo.
De cara a la temporada 2021-22 se actualiza con las llegadas de Devonte Graham, Tomáš Satoranský, Garrett Temple y Jonas Valančiūnas; y las salidas de Lonzo Ball, Steven Adams y Eric Bledsoe. Termina la temporada regular con un balance de 36-46, noveno de su conferencia, clasificándose para Play-In y venciendo a San Antonio y Clippers, y clasificándose para playoffs por primera vez desde 2018. En playoffs caen en primera ronda ante Phoenix Suns (2-4).
Para la 2022-23 el equipo no realizó ningún movimiento significativo durante el verano. El equipo finalizó noveno de su conferencia, por lo que disputó el Play-In, siendo eliminado por Oklahoma City Thunder con un resultado de 118-123, y perdiéndose así los playoffs por cuarta vez en los cinco últimos años.

## Trayectoria
Nota: G: Partidos ganados; P:Partidos perdidos; %:porcentaje de victorias
| Temporada                         | G   | P   | %    | Play-offs                                     | Resultado                                               |
| --------------------------------- | --- | --- | ---- | --------------------------------------------- | ------------------------------------------------------- |
| New Orleans Hornets               |     |     |      |                                               |                                                         |
| 2002-03                           | 47  | 35  | .573 | Pierde 1.ª Ronda                              | Philadelphia 4, New Orleans 2                           |
| 2003-04                           | 41  | 41  | .500 | Pierde 1.ª Ronda                              | Miami 4, New Orleans 3                                  |
| 2004-05                           | 18  | 64  | .281 |                                               |                                                         |
| New Orleans/Oklahoma City Hornets |     |     |      |                                               |                                                         |
| 2005-06                           | 38  | 44  | .463 |                                               |                                                         |
| 2006-07                           | 39  | 43  | .476 |                                               |                                                         |
| New Orleans Hornets               |     |     |      |                                               |                                                         |
| 2007-08                           | 56  | 26  | .683 | Gana 1.ª Ronda Pierde Semifinales Conferencia | New Orleans 4, Dallas 1 San Antonio 4, New Orleans 3    |
| 2008-09                           | 49  | 33  | .598 | Pierde 1.ª Ronda                              | Denver 4, New Orleans 1                                 |
| 2009-10                           | 37  | 45  | .451 |                                               |                                                         |
| 2010-11                           | 46  | 36  | .561 | Pierde 1.ª Ronda                              | LA Lakers 4, New Orleans 2                              |
| 2011-12                           | 21  | 45  | .318 |                                               |                                                         |
| 2012-13                           | 27  | 55  | .329 |                                               |                                                         |
| New Orleans Pelicans              |     |     |      |                                               |                                                         |
| 2013-14                           | 34  | 48  | .415 |                                               |                                                         |
| 2014-15                           | 45  | 37  | .549 | Pierde 1.ª Ronda                              | Golden State 4, New Orleans 0                           |
| 2015-16                           | 30  | 52  | .366 |                                               |                                                         |
| 2016-17                           | 34  | 48  | .415 |                                               |                                                         |
| 2017-18                           | 48  | 34  | .585 | Gana 1.ª Ronda Pierde Semifinales Conferencia | New Orleans 4, Portland 0 Golden State 4, New Orleans 1 |
| 2018-19                           | 33  | 49  | .402 |                                               |                                                         |
| 2019-20                           | 30  | 42  | .417 |                                               |                                                         |
| 2020-21                           | 31  | 41  | .431 |                                               |                                                         |
| 2021-22                           | 36  | 46  | .439 | Pierde 1.ª Ronda                              | Phoenix 4, New Orleans 2                                |
| 2022-23                           | 42  | 40  | .512 |                                               |                                                         |
| 2023-24                           | 49  | 33  | .598 | Pierde 1.ª Ronda                              | Oklahoma 4, New Orleans 0                               |
| 2024-25                           | 21  | 61  | .256 |                                               |                                                         |
| Totales                           | 852 | 998 | .461 |                                               |                                                         |
| Playoffs                          | 22  | 37  | .373 |                                               |                                                         |

## Jugadores

### Plantilla actual

#### Derechos internacionales
Los Pelicans tienen los derechos internacionales sobre los siguientes jugadores.
| Draft | Ronda | Puesto | Jugador            | Pos. | Nacionalidad   | Equipo actual         | Nota(s)                                | Ref    |
| ----- | ----- | ------ | ------------------ | ---- | -------------- | --------------------- | -------------------------------------- | ------ |
| 2010  | 2     | 48     | Latavious Williams | A    | Estados Unidos | Jeonju KCC Egis (KBL) | Adquirido de Miami (vía Oklahoma City) | [ 22 ] |

### Miembros delBasketball Hall of Fame
- Robert Parish

### Números retirados
- 7 Pete Maravich, Base, New Orleans Jazz 1974–1979

## Entrenadores
| Nombre         | Desde | Hasta | Temporada regular | Temporada regular | Playoffs | Playoffs | Notas                                                                               |
| Nombre         | Desde | Hasta | G                 | P                 | G        | P        | Notas                                                                               |
| -------------- | ----- | ----- | ----------------- | ----------------- | -------- | -------- | ----------------------------------------------------------------------------------- |
| Dick Harter    | 1988  | 1990  | 28                | 94                | --       | --       | 8-32 en la temporada 1989-90; Último partido el 27 de enero de 1990                 |
| Gene Littles   | 1990  | 1991  | 37                | 87                | --       | --       | 11-31 en la temporada 1989-90 tras despedir a Dick Harter                           |
| Allan Bristow  | 1991  | 1996  | 207               | 203               | 5        | 8        | Llevó a los Hornets a sus primeros playoffs y a su primera serie de playoffs ganada |
| Dave Cowens    | 1996  | 1999  | 109               | 70                | 4        | 8        | 4-11 en la temporada 1998-99; Último partido el 5 de marzo de 1999                  |
| Paul Silas     | 1999  | 2003  | 208               | 155               | 13       | 14       | 22-13 en la temporada 1998-99 tras despedir a Dave Cowens                           |
| Tim Floyd      | 2003  | 2004  | 41                | 41                | 3        | 4        |                                                                                     |
| Byron Scott    | 2004  | 2009  | 203               | 216               | 8        | 9        | 3–6 durante la temporada 2009–10; Último partido el 11 de noviembre de 2009         |
| Jeff Bower     | 2009  | 2010  | 22                | 14                | --       | --       |                                                                                     |
| Monty Williams | 2010  | 2015  | 173               | 221               | 2        | 8        |                                                                                     |
| Alvin Gentry   | 2015  | 2020  | 175               | 225               | 5        | 4        |                                                                                     |

## Gestión

### General Managers
| GM             | Periodo       |
| -------------- | ------------- |
| Bob Bass       | 2002–2004     |
| Allan Bristow  | 2004–2005     |
| Jeff Bower     | 2005–2010     |
| Dell Demps     | 2010–2019     |
| Danny Ferry    | 2019          |
| Trajan Langdon | 2019–2024     |
| David Griffin  | 2024–2025     |
| Bryson Graham  | 2025–presente |

## Premios
| Rookie del Año - Chris Paul - 2006 Entrenador del Año - Byron Scott - 2008 Jugador Más Mejorado - Brandon Ingram - 2020 Compañero del Año - Jrue Holiday - 2020 | Mejor Quinteto de la Temporada - Chris Paul - 2008 Segundo Mejor Quinteto de la Temporada - Chris Paul - 2009 Tercer Mejor Quinteto de la Temporada - Jamal Mashburn - 2003 - Baron Davis - 2004 - Chris Paul - 2011 | Mejor Quinteto defensivo de la Temporada - Chris Paul - 2009 - Herbert Jones - 2024 Segundo Mejor Quinteto Defensivo - Chris Paul - 2011 Mejor Quinteto de Rookies - Chris Paul - 2006 - Darren Collison - 2010 - Anthony Davis - 2013 Segundo Mejor Quinteto de Rookies - Marcus Thornton - 2010 - Herbert Jones - 2022 |